# Chrysallida sarsi
Chrysallida sarsi är en snäckart som beskrevs av Hartmut Nordsieck 1972. Chrysallida sarsi ingår i släktet Chrysallida, och familjen Pyramidellidae. Arten har ej påträffats i Sverige.